# Professor Langnickel
 (juillet 2021).
Le Professor Langnickel est un cocktail aromatique-fruité à base d'eau-de-vie de cerise, de liqueur de cerise et de sherry et fait partie des short drinks (boissons courtes).

## Histoire
Le cocktail trouve son origine dans le bar hambourgeois Le Lion - Bar de Paris, où le barman Mario Kappes, aujourd'hui plusieurs fois primé (mais qui n'y travaille plus depuis 2016), l'a mélangé pour la première fois début 2008 pour un invité et lui a spontanément donné son nom. Cet invité, Hans Langnickel, était professeur de gestion sociale à l'université des sciences appliquées de Lausitz jusqu'en 2013 et tenait lui-même un bar à cocktails à Cologne. Le cocktail s'est rapidement répandu parmi les barmen du réseau international et est désormais mélangé à l'étranger également.

## Préparation
Un Professor Langnickel se prépare avec 3 cl de Kirsch (à l'origine Morand Kirsch Vieux), 2 cl de Guignolet de Dijon, une liqueur de cerise légèrement acidulée (à l'origine Gabriel Boudier) et 2 cl de Sherry Pedro Ximénez (à l'origine Monteagudo) sont mélangés dans un verre à mélange sur des glaçons et filtrés dans un verre à cocktail pré-refroidi (« givré »). Un zeste de citron est pressé sur la boisson afin que l'huile du zeste mouille la surface, mais ne soit pas versée dedans. Un bâton de cocktail avec trois cerises de cocktail trempées dans de l'eau-de-vie de cerise sert de décoration.
Ce cocktail ne doit pas être confondu avec le Professor classique, qui est généralement mélangé avec du rhum agricole, du porto, du vermouth et des amers d'Angostura et d'orange. Le Professor Langnickel présente une certaine ressemblance avec des variantes du cocktail Dr. Sack, dans lequel le gin est toujours l'alcool de base mais est combiné avec de l'eau-de-vie de cerise, de l'eau-de-vie de cerise (liqueur de cerise) et parfois du sherry. L'eau-de-vie de cerise et la liqueur de cerise sont également utilisées occasionnellement dans un Cobbler au sherry.